# Restaurant géorgien en France

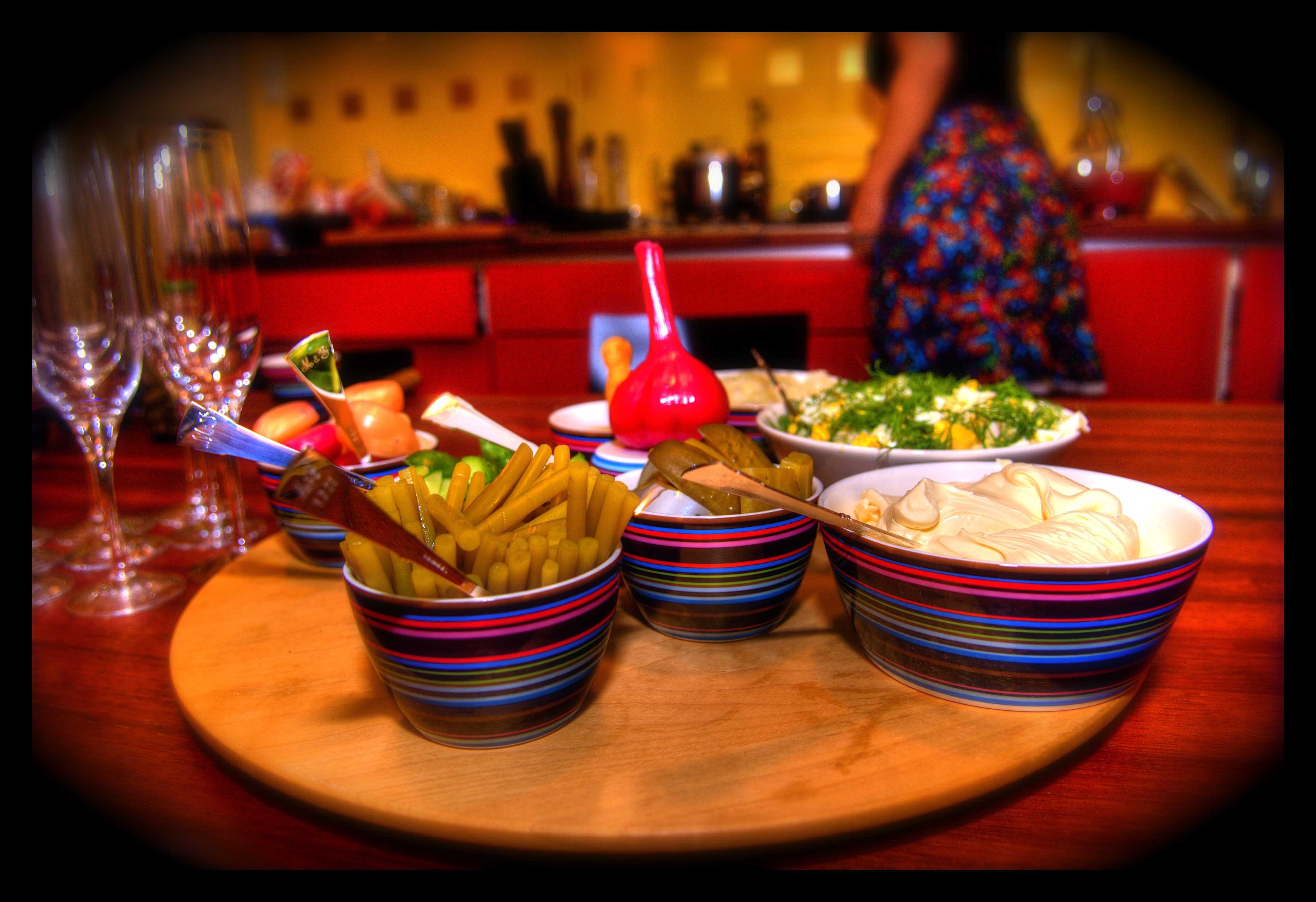
Légumes marinés géorgiens

Le  premier restaurant  géorgien en France a été introduit par les réfugiés politiques géorgiens après l’invasion de leur pays par les armées de la Russie soviétique  en février et mars 1921. 

## Avant la Seconde Guerre mondiale
Les pionniers de la restauration géorgienne en France des années 1920 ne bénéficient pas d’une clientèle communautaire suffisante ; l’effectif des réfugiés politiques géorgiens dépasse à peine le millier; ils se tournent vers une population qui connait la cuisine géorgienne et l’apprécie, la population des réfugiés politiques russes dont l’effectif est cent fois supérieur et qui l’a pratiquée à l’époque des tsars; ils s’implantent sur la Côte d’Azur ou en région parisienne, avec des fortunes diverses. Peuvent être cités les restaurants géorgiens à Cannes, Juan-les-Pins ou Nice de Nicolas Tchèrkessi, Simon Mikéladzé, Sacha Khinsiachvili ou Tatarkhan Antadzé. 

## De 1944 à 1991
Un restaurant situé dans le Quartier de la Monnaie à Paris tient une place particulière dans l’histoire gastronomique géorgienne en France, celui du 13 rue Séguier : Héléné Péradzé  et Micha Tsagaréli y proposent de la cuisine géorgienne et animent ainsi un point de rencontre  relativement connu en région parisienne. À la Libération deux populations particulières s’y croisent, d’une part celle des anciens soldats géorgiens de l’Armée rouge, faits prisonniers par les Allemands, envoyés en France comme auxiliaires civils ou comme serveurs en armes, réfractaires au retour obligatoire en URSS et venus chercher des adresses pour entrer en clandestinité, d’autre part celle les officiers soviétiques du NKVD — dont des Géorgiens — en mission officielle en France afin de s’assurer des rapatriements, venus trouver un moment de détente avec la cuisine géorgienne.
Fin des années 1940, les restaurateurs cèdent leur établissement parisien pour s’établir à Leuville-sur-Orge; ils ouvrent un hôtel-restaurant, face à l’entrée principale du domaine géorgien, devenu un lieu de rassemblement festif en fin de semaine et durant les vacances pour quelques privilégiés, plus qu’un lieu de préparation politique à la chute du pouvoir soviétique en Géorgie. Les ingrédients nécessaires à la table géorgienne et aux banquets émaillés de discours et de chants polyphoniques sont réunis — dits supra —, jusques aux parties de cartes aux enjeux financiers réprouvés par l'archiprêtre de la communauté.   
Durant les années 1960 à 1980, un troisième restaurant géorgien marque l’histoire de la gastronomie géorgienne en France, "La Toison d’Or" ; situé dans le XVe arrondissement, il est tenu par deux frères qui ont fait leurs armes à Cannes, Apollon et Tatarkhan Antadzé; le tout Paris y accourt pour l’exotisme de sa cuisine, le pittoresque des lieux (boiserie)  et l’énergie débordante des deux octogénaires qui n’hésitent pas — après le coup de feu — à rejoindre les tables  et à y entonner des chants polyphoniques.

## Après 1991
Le retour à l’indépendance de la Géorgie et l’ouverture des frontières entraînent une émigration économique, notamment vers la France : plusieurs restaurants géorgiens s’ouvrent à Paris d’abord, dans les 1er, 5e, 6e et 18e arrondissements, ainsi qu’à Rennes, Caen, Nancy, Nice et Metz. Certains durent quelques années, d’autres s’installent plus définitivement ; certains s’équipent de four traditionnel (toné) permettant la préparation de pains et de plats à l’ancienne, d’autres ouvrent en parallèle une épicerie fine ou une cave à vin proposant des produits importés,, d’autres encore adaptent leur cuisine aux goûts de la clientèle locale ou organisent des animations culturelles.

## Carte type
Les saveurs et des senteurs de la cuisine géorgienne relèvent du grand nombre d’ingrédients employés. Les variétés de sauces sont nombreuses, aux noix (satsivi, baje),  aux prunes (tkhemali)  ou aux piments (adjika) par exemple. Les variétés de pain dépendent de la farine employée (blé ou maïs pour le mtchadi) et de leur préparation (toné pour le four traditionnel). Les plats géorgiens sont l’objet de préparation et de présentation parfois différentes selon les provinces ; certains classiques peuvent être cités, galette au fromage (khatchapouri), viandes à la sauce aux noix, bœuf en sauce (tchakhokhbili), raviolis à la viande (khinkali), brochettes (mtsvadi), haricots rouge aux noix (lobio), épinards (pkhali), aubergines aux noix (badridjani nigvzit), aubergines et autres légumes (adjapsandali), marinades…  Parmi les multiples desserts, le yaourt (matsoni) est à citer : il a souvent été fabriqué depuis les années 1920 jusque dans les années 1970 dans des ateliers tenus par des réfugiés géorgiens. De fait la carte des restaurants varie selon l’origine géographique du cuisinier et selon les facilités d’approvisionnement en produits semblables aux produits géorgiens. 
Pour les vins, les efforts d’exportation engagés par la viticulture géorgienne depuis 2016 ont conduit à la disponibilité en France de pratiquement tous les crus nationaux, y compris le vin orange — un vin naturel, macéré dans des qvevri enterrés — dont l'origine date de plusieurs milliers d’années.